# Byron Bay
Byron Bay – miasto w Australii, w stanie Nowa Południowa Walia, położone nad zatoką o tej samej nazwie, u nasady Przylądka Byrona, najbardziej na wschód wysuniętego punktu kraju. W 2011 roku liczyło 4959 mieszkańców.
W 1770 roku jako pierwszy Europejczyk dotarł tu James Cook, który nazwał przylądek na cześć komandora Johna Byrona (dziadka pisarza Lorda Byrona). Osada założona została w 1860 roku i rozwinęła się jako port drzewny. W 1896 roku stała się miastem.
Miasto było głównym portem na przybrzeżnej trasie żeglugowej z Newcastle (około 630 km na południe) do Brisbane (140 km na północ). W latach 50. XX wieku było portem wielorybniczym. Współcześnie istotną rolę w lokalnej gospodarce odgrywają turystyka, rolnictwo (hodowla bydła, uprawa kukurydzy, bananów, ananasów i awokado), przemysł spożywczy (produkcja mięsa, nabiału, przetwórstwo ryb) oraz wydobywczy (wydobycie cyrkonu i rutylu).